# Sophia (zespół muzyczny)
SOPHIA (jap. ソフィア Sofia) – były japoński zespół rockowy składający się z pięciu członków, założony w 1994 roku. W 1995 r. odnieśli swój ważny debiut w Toy’s Factory. Później związali się z takimi wytwórniami płytowymi jak: Toshiba EMI (2004–2008), Universal Music Group (2009–2011) oraz Avex Trax (2011–2013). Ich singel -Boku wa koko ni iru- został wykorzystany do drugiego endingu anime Kaleido Star.

## Członkowie
| Imię                                | Przezwisko | Data urodzenia      | Uwagi                   |
| ----------------------------------- | ---------- | ------------------- | ----------------------- |
| Mitsuru Matsuoka (jap. 松岡 充)     |            | 12 sierpnia 1971    | leader grupy, wokalista |
| Kazutaka Toyota (jap. 豊田 和貴)    | Gille      | 1 września 1971     | gitarzysta              |
| Yoshio Kuroyanagi (jap. 黒柳 能生)  | Kuro       | 18 marca 1972       | basista                 |
| Yoshitomo Akamatsu (jap. 赤松 芳朋) | Tomo       | 27 maja 1974        | perkusista              |
| Keiichi Miyako (jap. 都 啓一)       |            | 6 października 1971 | klawiszowiec            |

## Dyskografia

### Albumy
- (1995.03.21) SOPHIA
- (1995.10.02) BOYS
- (1995.11.01) GIRLS
- (1996.07.01) Kiss the Future
- (1997.04.23) little circus
- (1998.05.20) ALIVE
- (1999.04.14) Material (jap. マテリアル)
- (2000.01.01) 1999
- (2001.03.07) Shinkaron (jap. 進化論)
- (2001.12.19) THE SHORT HAND ～SINGLES COLLECTION
- (2001.12.19) THE LONG HAND ～MEMBERS’ SELECTION
- (2003.09.25) Yume (jap. 夢)
- (2004.09.15) EVERBLUE
- (2005.11.02) 10th ANNIVERSARY BEST
- (2006.03.23) We
- (2007.10.10) 2007
- (2009.06.24) BAND AGE
- (2010.01.20) 15
- (2011.01.19) ALL SINGLES「A」
- (2011.01.19) ALL B-SIDE「B」
- (2011.01.19) ALL 1995〜2010

### Single
- (1996.04.22) 「ヒマワリ」 (Himawari / Sunflower)
- (1996.05.21) 「Early summer rain」
- (1996.11.11) 「Believe」
- (1997.02.19) 「little cloud」
- (1997.07.09) 「街」 (Machi / Town)
- (1997.11.27) 「君と揺れていたい」 (Kimi to yurete itai / I Want to be Swaying With You)
- (1998.04.22) 「ゴキゲン鳥 ～crawler is crazy～」 (Gokigen tori ~crawler is crazy~ / High-spirited Bird)
- (1998.11.26) 「黒いブーツ～oh my friend～」 (Kuroi Boots ~oh my friend~ / Black Boots)
- (1999.03.25) 「ビューティフル」 (beautiful)
- (1999.08.04) 「Place～」
- (1999.12.15) 「OAR」
- (2000.02.02) 「ミサイル」 (Missile)
- (2000.10.18) 「walk」
- (2001.01.17) 「進化論 ～GOOD MORNING!-HELLO! 21st-CENTURY～」 (Shinkaron ~GOOD MORNING!-HELLO! 21st-CENTURY~ / Theory of Evolution)
- (2001.06.13) 「KURU KURU」
- (2001.09.05) 「STRAWBERRY & LION」
- (2001.11.21) 「Thank you」
- (2002.02.27) 「HARD WORKER」
- (2002.06.19) 「ROCK STAR」
- (2002.10.09) 「未だ見ぬ景色」 (Mada minu keshiki / As Yet Unseen Landscape)
- (2003.01.01) 「理由なきNewDays」 (Wake naki New Days / No Reason New Days)
- (2003.07.30) 「-僕はここにいる-」 (-Boku wa koko ni iru- / I’m Here)
- (2004.05.12) 「旅の途中」 (Tabi no tochuu / On a Trip)
- (2004.05.19) 「please,please」
- (2004.05.26) 「花は枯れて また咲く」 (Hana wa karete mata saku / A Flower Withers Then Later Blooms)
- (2004.08.04) 「青い季節」 (Aoi kisetsu / Blue Season)
- (2005.04.27) 「ANSWER ～イチバンタダシイコタエ～」 (ANSWER ~ichiban tadashii kotae~ / Answer ~Most Correct Answer~)
- (2005.07.06) 「one summer day」
- (2006.02.22) 「エンドロール」 / 「brother & sister」
- (2006.10.18) 「stain」
- (2007.03.21) 「君と月の光」 (Kimi to Tsuki no Hikari / You and the Moonlight)
- (2007.07.18) 「星」 (Hoshi / Star)
- (2007.09.12) 「青空の破片」 (Aozora no kakera / Piece of Blue Sky)
- (2009.05.06) 「Baby Smile」
- (2011.07.27) 「cod-E ~Eの暗号~」 (cod-E ~E no angou~ / cod-E ~The code of E~)
- (2012.01.11) 「ｒａｉｎｂｏｗ　ｒａｉｎ／サヨナラ　愛しのピーターパンシンドローム」 (rainbow rain/Sayonara Itoshi no Peter Pan Syndrome)